# Larry Perkins
Larry Perkins (18 de março de 1950) é um ex-automobilista e atualmente chefe de equipe na V8 Supercar da Austrália.